# Горицвіт
Горицвіт, адоніс (Adonis) — рід рослин родини жовтецевих. Містить 33 види, котрі проживають у Євразії й Середземномор'ї; інтродуковані в Австралії й Північній Америці.

## Ботанічні характеристики

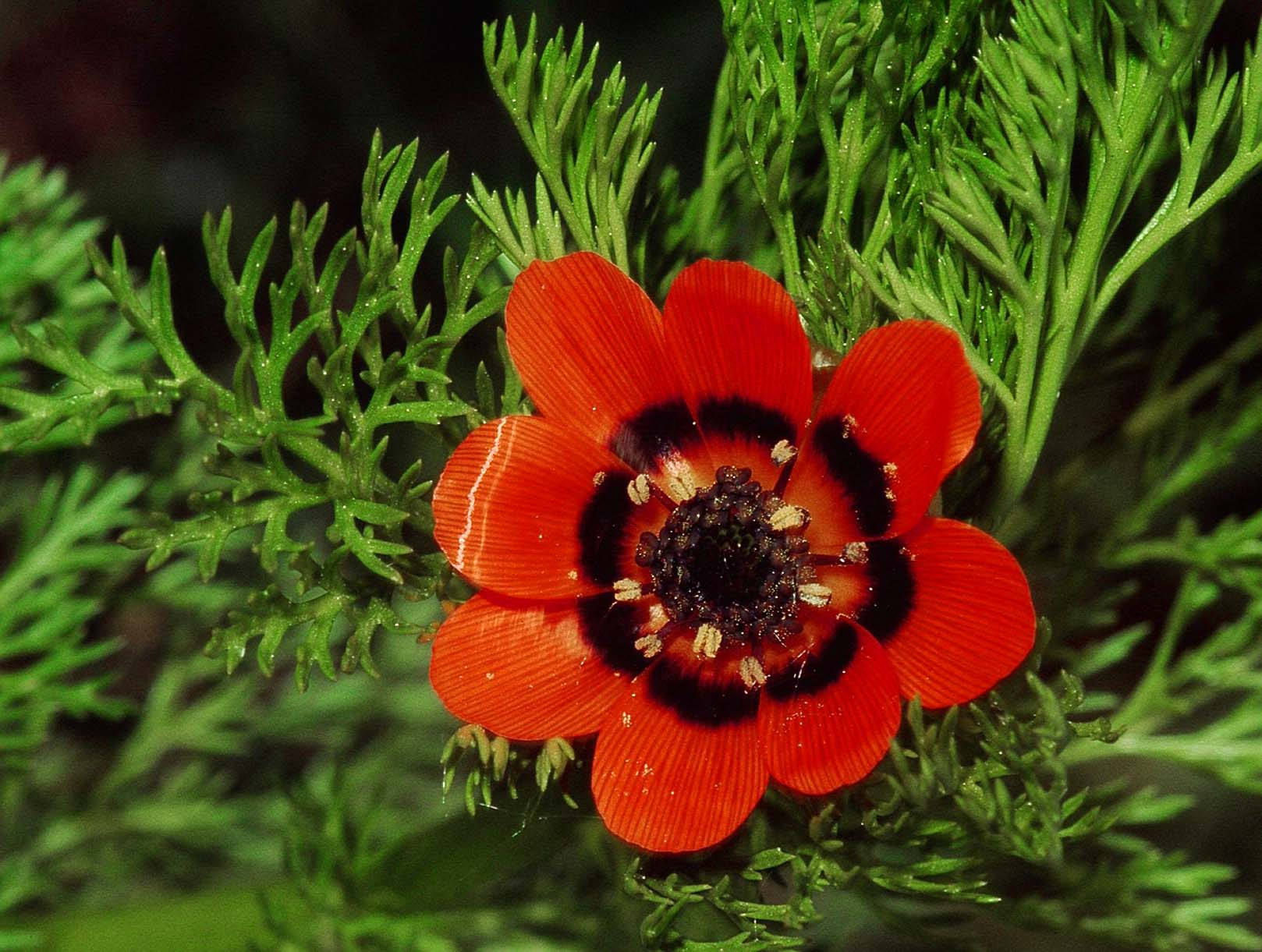
Adonis aestivalis

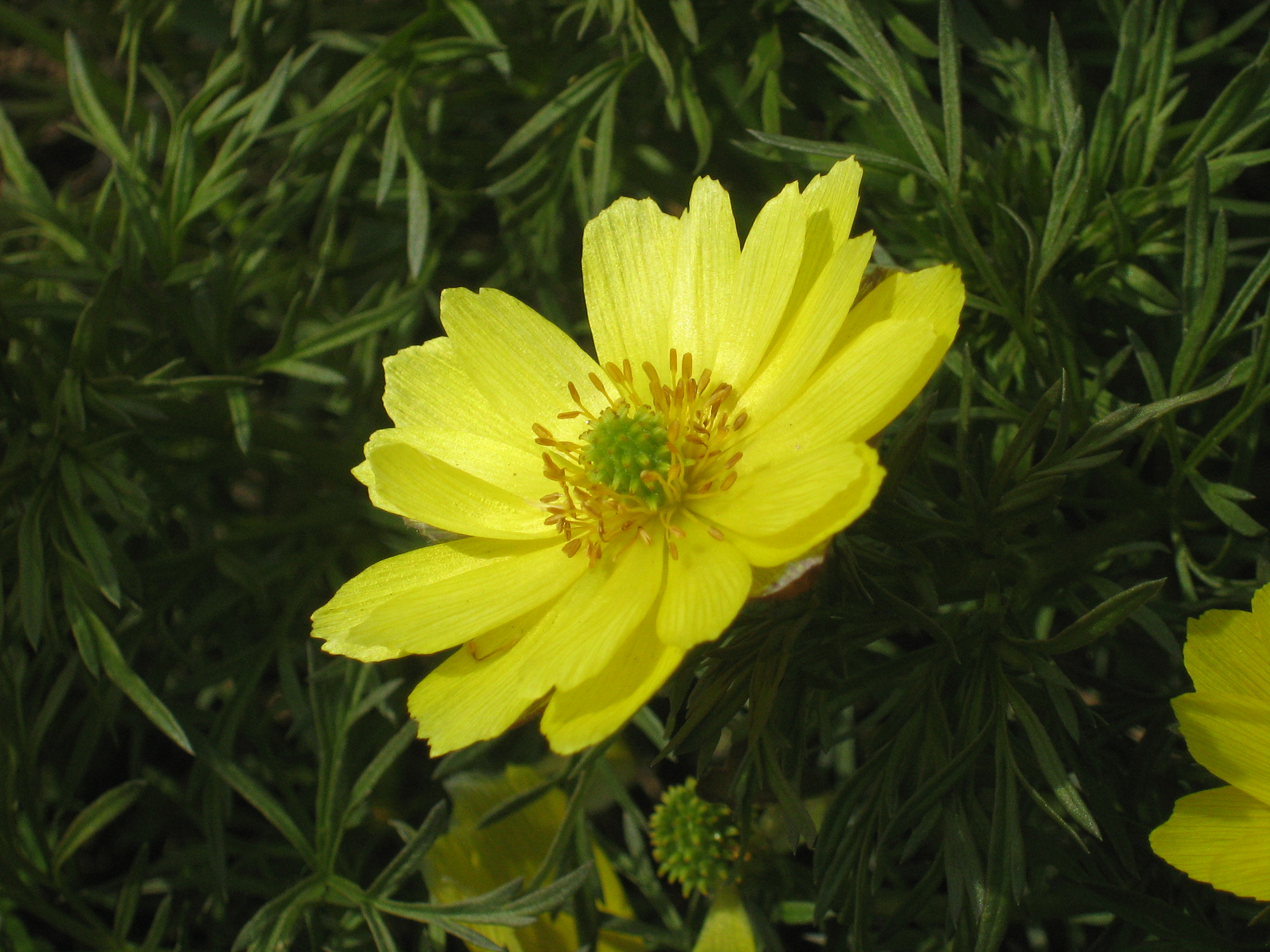
Adonis volgensis

Одно- і дворічні трав'янисті рослини 10–40 см завдовжки. Квітне в квітні-травні. Надає перевагу чорноземам і темно-сірим лісовим ґрунтам. Любить світло.
Відомий 31 вид, поширений у Європі та помірній смузі Азії. В Україні відомо 5 видів, із них найважливішим є горицвіт весняний (Adonis vernalis) — лікарська рослина. Листки тричіперисторозсічені. Квітки поодинокі. Плід — збірна сім'янка. Розмножують насінням і кореневищами.

## Фармакологічні властивості
Виготовлені з горицвіту препарати (адонізид, адоніс-бром тощо) широко застосовують у медицині для лікування серцево-судинних захворювань. Серед горицвітів є бур'яни.

## Охорона
Дикі види, зокрема горицвіт весняний, потребують охорони.

## Види
| - Adonis aestivalis L. - Adonis aleppica Boiss. - Adonis amurensis Regel & Radde - Adonis annua L. - Adonis apennina L. - Adonis bobroviana Simonov. - Adonis chrysocyathus Hook.f. & Thomson - Adonis coerulea Maxim. - Adonis cyllenea Boiss., Heldr. & Orph. - Adonis davidii Franch. - Adonis dentata Delile - Adonis distorta Ten. - Adonis eriocalycina Boiss. - Adonis flammea Jacq. - Adonis globosa C.H.Steinb. ex Rech.f. | - Adonis × hybrida C.F.Wolff ex Nyman - Adonis leiosepala Butkov - Adonis microcarpa DC. - Adonis mongolica Simonov. - Adonis multiflora Nishikawa & Koji Ito - Adonis nepalensis Simonov. - Adonis palaestina Boiss. - Adonis pyrenaica DC. - Adonis ramosa Franch. - Adonis shikokuensis Nishikawa & Koji Ito - Adonis sutchuenensis Franch. - Adonis tianschanica (Adolf) Lipsch. - Adonis turkestanica (Korsh.) Adolf - Adonis vernalis L. - Adonis villosa Ledeb. - Adonis wolgensis Steven ex DC. |